# Karlheinz Förster
Karlheinz Förster (* 25. červenec 1958, Mosbach) je bývalý německý fotbalista. Hrával na pozici obránce.
Má tři medaile z vrcholných turnajů: S reprezentací někdejšího Západního Německa získal stříbrnou medaili na mistrovství světa roku 1982 a roku 1986. Zlato získal na mistrovství Evropy 1980. Na tomto turnaji byl zařazen i do all-stars týmu. Hrál též na Euru 1984 a i zde se propracoval do all-stars. Celkem za národní tým odehrál 81 utkání a vstřelil 2 branky.
S VfB Stuttgart se stal jednou mistrem Německa (1983–84), s Olympiquem Marseille dvakrát mistrem Francie (1988–89, 1989–90).
Roku 1982 byl vyhlášen Fotbalistou roku Německa.